# Toni Nhleko
 (novembre 2015).
Si vous disposez d'ouvrages ou d'articles de référence ou si vous connaissez des sites web de qualité traitant du thème abordé ici, merci de compléter l'article en donnant les références utiles à sa vérifiabilité et en les liant à la section « Notes et références ».
Nkosinathi Nhleko, dit Toni Nhleko (né le 24 juillet 1979 à Ermelo en Afrique du Sud) est un joueur de football international sud-africain, qui évoluait au poste d'attaquant.